# گری کک
گری کک (انگلیسی: Gary Keck؛  – ) شیمیدان آمریکایی بود. واکنش آلیلاسیون نامتقارن کک در شیمی آلی به افتخار وی نامگذاری شده است.